# Galáxia espiral floculante

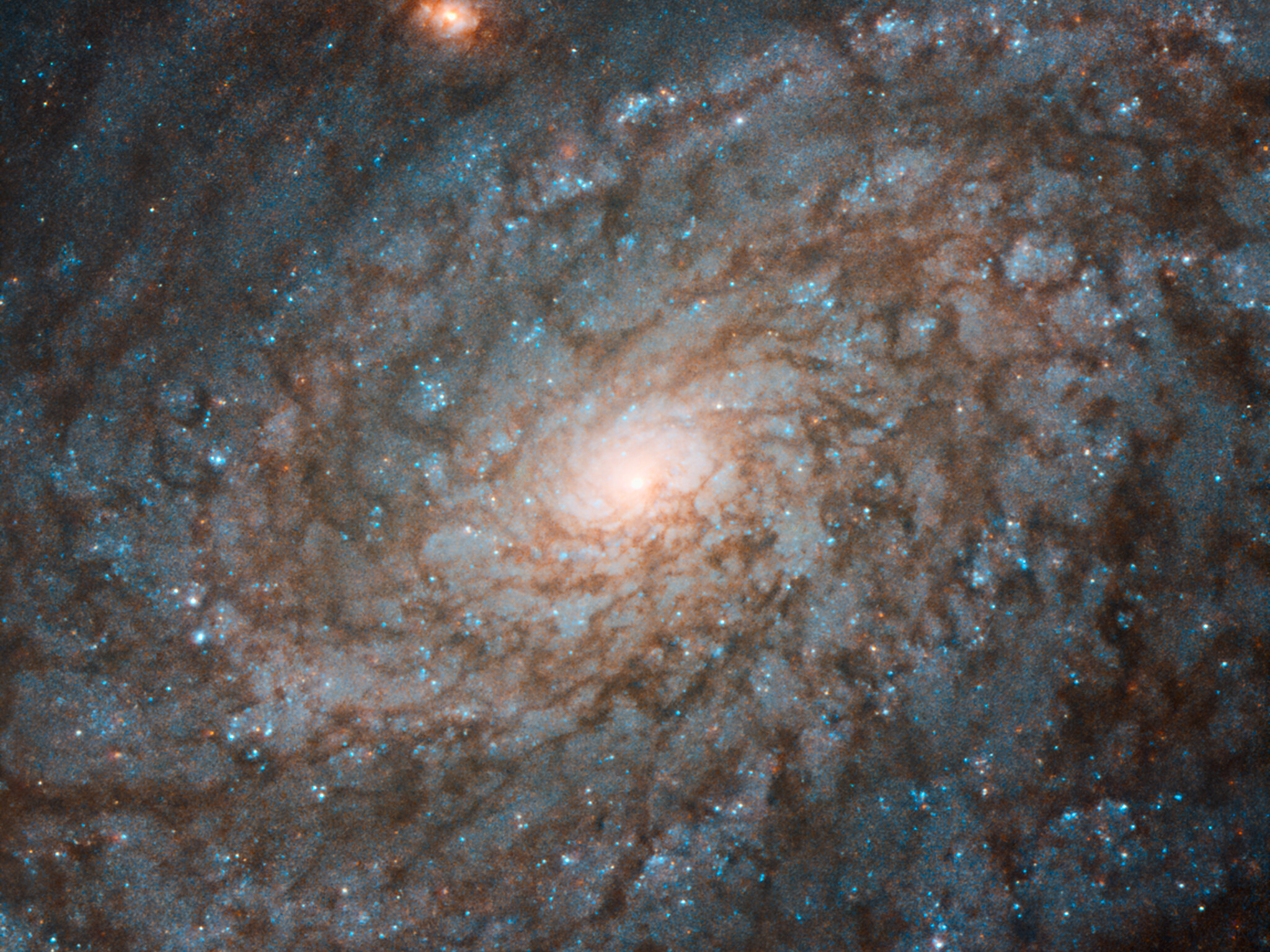
NGC 4237 é uma galáxia espiral floculante com aparência fofa, algo semelhante a algodão.

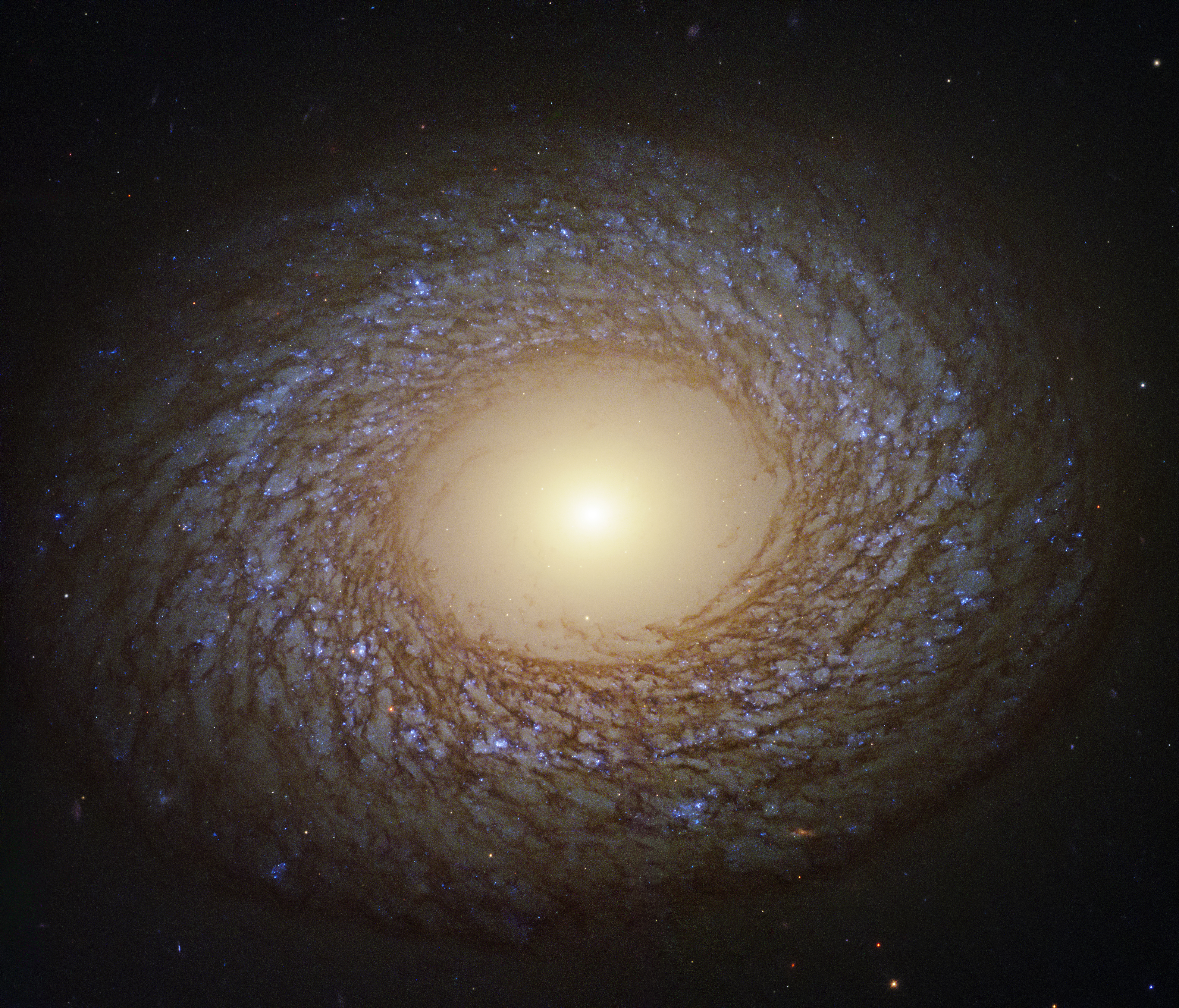
NGC 2775, com padrões espirais semelhantes a penas.

Uma galáxia espiral floculante (ou floculenta) é um tipo de galáxia espiral na qual a estrutura espiral é composta por uma infinidade de braços espirais descontínuos e irregulares, em contraste com os braços espirais contínuos e bem definidos que podem ser encontrados em galáxias espirais "grand design". A autopropagação da formação de estrelas é a explicação aparente para a estrutura das espirais floculantes. Aproximadamente 30% das espirais são floculantes, 10% são de "grande design" e o restante possui múltiplos braços espirais. O tipo de braço múltiplo às vezes é agrupado na categoria de floculantes. 
A espiral floculante prototípica é NGC 2841.

## Exemplos
| Exemplo    | Classe    | Imagem | Constelação    | Referências |
| ---------- | --------- | ------ | -------------- | ----------- |
| NGC 4414   | SA(rs)c   |        | Coma Berenices | [ 7 ]       |
| NGC 2775   | SA(r)ab   |        | Câncer         | [ 2 ]       |
| NGC 2841   | SA(r)b    |        | Ursa Major     | [ 6 ]       |
| NGC 3521   | SAB(rs)bc |        | Leo            | [ 6 ]       |
| NGC 4298   | SA(rs)c   |        | Coma Berenices |             |
| NGC 7793   | SA(s)d    |        | Sculptor       | [ 6 ]       |
| Messier 63 | SAB(rs)cd |        | Canes Venatici | [ 8 ]       |